# Gennaro Barba
Gennaro Barba (Napoli, 12 giugno 1954) è un batterista italiano.

## Biografia
Nasce professionalmente come batterista nel 1980, suonando con vari musicisti napoletani ed è conosciuto per lo più per la sua appartenenza al gruppo di rock progressivo degli Osanna, del quale è membro dal 1999. Oltre agli Osanna, Gennaro Barba ha collaborato con altri musicisti ed è impegnato nella didattica rivolta ad allievi diversamente abili e nella ricerca di un metodo per consentire loro, in particolar modo nei casi di disabilità motorie, di poter suonare la batteria.
Con il gruppo dei Tramway partecipa a una rassegna di nome Vesuwave negli anni ottanta e suona live in molte città italiane in concerti e fiere musicali. Nel corso degli anni suona in vari gruppi musicali spaziando tra vari generi quali jazz, rock, funky, blues, pop. È con il gruppo dei Walhalla che Gennaro Barba esordisce nel 1987 al Festival di Sanremo e partecipa ad una serie di trasmissioni televisive tra cui Domenica In, Festivalbar, Disco per l'estate, Disco inverno e Jeans, trasmissione condotta da Fabio Fazio.
Con il gruppo degli Osanna partecipa a varie trasmissioni TV; nel 1999 partecipa al Neapolis Rock Festival condividendo il palco con Jethro Tull e PFM;registra nel 2001 un disco dal titolo Taka Boom e successivamente un CD+DVD live dal titolo Uomini e miti; nel 2002 partecipa al festival Rock in progress in cui suonano anche i Goblin e PFM; dal 2003 al 2006 partecipa annualmente ad Afrakà festival, manifestazioni in cui ad esempio, ha condiviso il palco, tra gli altri, con Carl Palmer degli E.L.&Palmer(2006); inoltre, nel 2006 e nel 2007 esce la compilation Rock in (il cui titolo è tratto dall'omonimo festival a cui vi partecipa).
Nel 2009 esce un doppio album in vinile Prog Family con la partecipazione di David Jackson (Van der Graaf Generator), David Cross (King Crimson) e TM Stevens. Nel maggio del 2009 dà vita insieme a Tullio de Piscopo all'evento tributo dedicato a Gegè di Giacomo "Do you remember Gegè?" al Teatro Bolivar con il patrocinio del Comune di Napoli. L'evento ha avuto seguito biennale e sono in programma successive edizioni. Nell'aprile del 2010 prende parte alla tournée degli Osanna in Giappone e Corea.
Nel 2011 esce il live Rosso Rock registrato in Giappone con l'orchestra Tokio Vielle Ensemble. Nel 2012 si esibisce con gli Osanna al Teatro Trianon di Napoli dove viene registrato anche un DVD live che diventerà poi un libro e DVD dal titolo Tempo. Ha scritto sul giornale musicale Wonderous Stories con una propria rubrica “L'altra faccia della batteria”. Nel dicembre 2013 partecipa ai concerti live di Pino Daniele “Napul'è-Tutta n'ata storia” con gli Osanna e Jenny Sorrenti, presso il Palapartenope di Napoli.
Nel 2014 con gli Osanna prende parte al festival Bahia prog in Messico e nel luglio 2015 partecipa alla tournée degli Osanna in Giappone con vari ospiti quali David Jackson (Van der Graaf Generator) Corrado Rustici, Jenny Sorrenti. Nel 2015 registra il cd dei Demonilla In attesa di giudizio e i due videoclip Mi piaci e La mia follia; registra, inoltre i due cd degli Osanna Palepoli e Palepolitana. Nel giugno del 2017 è con gli Osanna al Teatro San Carlo di Napoli in occasione dei 50 anni di carriera di Vittorio de'Scalzi dei New Trolls. Attualmente è endorser UFIP e acustica Store e ha firmato per un periodo di tempo una serie di bacchette personali per una nota ditta internazionale. Nel novembre del 2019 riceve una targa in occasione di un evento culturale di beneficenza realizzato con il Patrocinio dell’Assessorato alla Cultura del Comune di Napoli. Nel 2022 riceve un riconoscimento come Groove drummer al Premio Franco Del Prete lives 2022. Nel giugno del 2023 partecipa al 40ºfestival internazionale ideato da Peter Gabriel, il WOMAD- The World's Music Festival, in Villa Ada a Roma.
Nel 2024 pubblica il libro didattico I domatori di tamburi redatto in collaborazione con il batterista jazz Enrico Del Gaudio ed edito da Wakepress. Il libro è stato stato recensito da Tullio de Piscopo e Beppe Basile.

## Vita privata
È il padre di Mariano Barba anch'egli batterista.

## Discografia

### Osanna
- 2001 - Taka Boom (Afrakà)
- 2003 - Live - Uomini e miti (Rai Trade/Afrakà/BTF-VM2000), (CD + DVD dal vivo del trentennale Osanna con ospiti)
- 2008 - L'Uomo/'A Zingara, Afrakà (con D. Jackson, T.M. Stevens, D. Cross)
- 2009 - Prog Family (Afrakà/BTF-VM2000), (CD / Doppio Vinile firmato Osanna/Jackson)
- 2012 - Rosso Rock (Afrakà/Self)
- 2015 - Palepolitana (Ma.Ra.Cash Records)
- 2016 - Pape Satàn Aleppe (Afrakà/Self)
- 2017 - Live in Japan (King Records Japan)
- 2019 - Piazza Forcella (Afrakà), cd limited edition
- 2021 - Il diedro del Mediterraneo (Afrakà/Ma.Ra.Cash records)

#### DVD
- 2013 - Tempo (Afrakà - Black Widow Records)

### Demonilla
- 2015 - In attesa di giudizio - (Cheyenne records)

### Walhalla
- 1986 - You are the only woman tonight - (Blue Angel)

## Collaborazioni
Ha lavorato con Pino Daniele, Tullio de Piscopo, Corrado Rustici, David Jackson storico sassofonista dei Van der Graaf Generator, David Cross (ex King Crimson), T.M. Stevens , Alan Sorrenti, Jenny Sorrenti, Tony Esposito e Beppe Vessicchio.

## Filmografia
Nel 2004 partecipa nel suo ruolo di musicista al film di Pupi Avati "Ma quando arrivano le ragazze?" con protagonisti Johnny Dorelli e Vittoria Puccini.
Nel 2021 viene presentato il docufilm "Osannaples" della regista M. Deborah Farina, a cui Gennaro Barba prende parte in quanto batterista degli Osanna: il documentario celebra, infatti, la band partenopea prog-rock degli Osanna e il movimento del Naples Power e viene premiato nello stesso anno al Los Angeles Italia film and Fashion Art Festival e al Global film festival di Ischia. Nel 2022 esce il film documentario di M. Deborah Farina "Milano Calibro 9: le ore del destino", omaggio al film di Ferdinando Di Leo, Milano calibro 9, di cui gli Osanna insieme a Luis Bacalov ne firmarono la colonna sonora.

## Impegno sociale
Gennaro Barba è direttore artistico dell'Associazione Lemuseper-l'oro, associazione di promozione sociale senza scopo di lucro che ha come finalità principale il miglioramento della qualità della vita delle persone svantaggiate in ragione delle loro condizioni fisiche, psichiche e sensoriali.
È impegnato nella didattica rivolta ad allievi diversamente abili e nella ricerca di un metodo per consentire loro, in particolar modo nei casi di disabilità motorie, di poter suonare la batteria.
Ha partecipato attivamente alla manifestazione "Tutti a scuola" per i diversamente abili promossa da Antonio Nocchetti.